# ماجنوس
فلاڤيوس ماجنوس (حول 390 أو 405 - 475) كان عضوًا بمجلس الشيوخ الروماني من أربونة (تسمى ناربو آنذاك). تم تعيينه في عام 460 قنصلا لروما مع فلاڤيوس أپولونيوس من قبل الإمبراطور ماجوليان، ولاحقًا في عام 469 تم تعيينه واليًا على بلاد الغال.

## العائلة
من المحتمل أن أبيه المولود حول 380 ابنًا لإنوديوس، النائب القنصلي في أفريقيا. فقد يكون فلاڤيوس فيلكس (380 - 430) قنصل روما في عام 428 زوج پادوسيا. وهذا النسب ادعاه القنصل فيلكس في عام 511.
أما أمه (مولودة في 385) فهي ابنة فلاڤيوس يوليوس أجريكولا قنصل روما عام 421 وأخت الإمبراطور أڤيتوس.
و له من الأبناء:
- ماجنوس فيلكس (430 - بعد 469)، كان راعيًا في 469، وتزوج أتيكا (ولدت 440).[1]
- أرانيولا (ولدت 435 أو 440)، تزوجت پوليميوس.
- فلاڤيوس پروبوس، عضو مجلس الشيوخ الروماني.